# Internationale des travailleurs du bâtiment et du bois
Pour les articles homonymes, voir IBB, BHI et BWI.
L'Internationale des travailleurs du bâtiment et du bois (IBB) est une fédération syndicale internationale rassemblant les travailleurs des secteurs de la construction et du bois. Elle travaille avec la Confédération syndicale internationale et la Commission syndicale consultative auprès de l'OCDE. 
Elle est présidée par Per-Olof Sjöö, président du syndicat suédois du bois et du bâtiment GS (Facket för skogs-, trä- och grafisk bransch). Elle rassemble 350 syndicats, environ, dans 135 pays et organisant 12 millions de travailleurs, son siège est à Genève.

## Histoire
L'IBB est issue de la fusion le 9 décembre 2005 de la Fédération mondiale des organisations de la construction et du bois (affiliée à la Confédération mondiale du travail) et de la Fédération internationale des travailleurs du bâtiment et du bois (affiliée à la Confédération internationale des syndicats libres).

## Liste des dirigeants

### Secrétaires généraux
| Période     | Nom             |
| ----------- | --------------- |
| 2005-2009   | Anita Normark   |
| depuis 2009 | Hör Ambet Yuson |

### Présidents
| Période     | Nom                |
| ----------- | ------------------ |
| 2005-2013   | Klaus Wiesehügel   |
| depuis 2013 | Per-Olof Sjöö (en) |